# Urucará (ort)
Urucará är en ort i delstaten Amazonas i norra Brasilien. Den är huvudort i en kommun med samma namn och folkmängden uppgick till cirka 10 000 invånare vid folkräkningen 2010. Orten har en flygplats i den norra utkanten.